# L'Étrange Profession de Mr. Jonathan Hoag
L'Étrange Profession de Mr. Jonathan Hoag (titre original : The Unpleasant Profession of Jonathan Hoag) est un roman court (132 pages dans son édition française) de Robert A. Heinlein, paru pour la première fois en octobre 1942 dans la revue Unknown Worlds sous le pseudonyme de John Riverside. 

## Résumé
Jonathan Hoag est un gentleman vivant à Chicago qui nous est présenté comme aisé, élégant et amateur d'art et de gastronomie. Lors d'un diner, la conversation roule sur sa profession, ignorée de tous, mais une dame, voyant une substance séchée sous ses ongles, croit pouvoir dire qu'il est chimiste. 
Cet incident fait que Hoag se rend soudain compte qu'il ignore quelle est sa profession et qu'il n'a en fait aucun souvenir de ses activités diurne. Cette révélation est pour lui un choc, il se retire alors, et erre dans la ville. Quand il lave ses mains, il examine de plus près ses ongles et découvre dessous une substance rouge-brune, semblable à du sang séché.
Hoag tente tout d'abord de résoudre l'énigme de cette substance et se rend chez un médecin, le docteur Potiphar Potbury, qui, après analyse de la substance le chasse de son cabinet.
Il contacte alors une agence de détectives privés, Randall et Craig, en réalité constituée de Edward (Teddy) Randall et son épouse, Cynthia Craig, à qui il demande de le suivre en journée pour lui permettre de découvrir ce qu'il fait. Il envisage à ce moment-là que son amnésie soit provoquée par une suggestion hypnotique consécutive à son traitement pour une amnésie massive, 5 ans auparavant, dans une maison de repos.
Lorsqu'ils suivent Hoag le lendemain, chacun séparément, ils ont tous deux une expérience très différente: Cynthia voit son mari parler à Hoag, tandis que lui affirme l'avoir suivi à distance jusqu'au treizième étage d'un immeuble où il a découvert que Hoag était un joaillier chez Detheridge and Co., et que le produit sous ses ongles était donc de la pâte à polir. La confrontation de leurs expériences les amène toutefois à contrôler ce que Ted a découvert, mais ils découvrent que l'immeuble n'a pas de treizième étage et que Detheridge and Co. n'existe pas.
Teddy a alors une série de rêves au cours desquels il est emmené à travers un miroir jusque dans les bureaux de Detheridge and Co., où un groupe d'hommes d'affaires se présente à lui comme "les Fils de l'Oiseau", disciples d'une ancienne religion adorant un oiseau cruel et sage créateur du monde. Ils lui ordonnent de laisser tranquille Hoag, qu'il semblent considérer comme leur ennemi. Teddy ne prend pas ces rêves au sérieux, mais commence à soupçonner Hoag de faire partie d'une sorte de manipulation lorsque, lors d'une nouvelle filature, lui et Cynthia ont à nouveau deux expériences contradictoires: il voit Hoag crocheter la porte de son bureau, mais l'abandonne pour porter secours à Cynthia qui a crié...parce que Hoag l'agressait au même moment. Les Randall tentent alors d'obtenir des informations du docteur Potbury qui ne leur apprend rien d'intéressant. 
Les Fils de l'Oiseau réagissent en emmenant Cynthia et Teddy dans leur bureau. Ils extraient quelque chose de Cynthia et l'enferment dans une bouteille, ne laissant de Cynthia qu'une enveloppe vivante mais inerte. Le docteur Potbury, appelé par Teddy, diagnostique une lethargica gravis, dont Teddy rend Hoag responsable. Lorsque ce dernier le visite un peu plus tard, il se défend pourtant d'avoir jamais agressé Cynthia, et fait douter Teddy du jugement de Potbury, arguant que lethargica gravis, signifiant "sommeil profond", n'était pas un vrai diagnostic. 
Le jour suivant, Teddy confronte Potbury en prononçant devant lui une phrase entendue chez les Fils de l'Oiseau, "l'Oiseau est Cruel!", ce qui provoque la même réaction de la part de Potbury que chez les Fils de l'Oiseau: il se couvre le visage. Teddy l'enferme dans la salle de bains et appelle Hoag, mais à son arrivée, Potbury a disparu en passant par le miroir. Il a cependant laissé derrière lui sa trousse, dans laquelle Teddy découvre la fiole contenant ce qui a été pris à Cynthia, qu'il fait alors revenir à la vie.
Avec l'accord de Hoag, ils tentent alors de résoudre le mystère en soumettant celui-ci à un sérum de vérité. Toutefois, après quelques questions, Hoag reprend conscience et montre une personnalité toute différente du petit homme nerveux qu'il a été jusque-là : sûr de lui et dominateur, il dit aux Randall qu'il les retrouvera plus tard dans un parc hors de la ville et leur donne, pour le pique-nique qu'il projette, une liste de courses d'épicerie fine et de vins.
Lorsqu'ils retrouvent Hoag au parc, et tandis qu'ils déjeunent, ce dernier leur dit qu'ils n'auront plus rien à craindre des Fils de l'Oiseau, et devraient tout simplement tout oublier. Alors que Cynthia pressent qu'ils devraient effectivement s'en tenir là, Teddy insiste pour que Hoag leur dise la vérité. 
Celui-ci leur explique alors que leur univers est la création d'un jeune artiste prometteur, et que lui-même est l'avatar humain d'un critique d'art parmi ceux chargés de juger de la qualité de l'œuvre. Hoag souligne les qualités de cette première œuvre, la nourriture par exemple, personne n'avait encore pensé à élever le processus d'ingestion de calories au rang d'un art. Le sommeil, au cours duquel les créatures de l'artiste peuvent eux-mêmes rêver, et donc créer, lui semble aussi remarquable. Le sexe par contre, lui a d'abord semblé ridicule et n'a trouvé grâce à ses yeux que lorsqu'il est apparu comme formant un tout avec ce qui a définitivement convaincu Hoag de la valeur de l'œuvre: la "tragédie de l'amour humain" qui lui a été révélée par Teddy et Cynthia et sans laquelle il n'aurait pu, affirme-t-il, approuver l'œuvre dans son ensemble, beaucoup de ses éléments étant bâclés.
Ainsi, explique-t-il, les Fils de l'Oiseau faisaient partie d'un premier brouillon, et n'avaient pas été approuvés, mais le jeune artiste ne les avait pas supprimés, se contentant de "repeindre dessus". Les Fils de l'Oiseau sont ainsi restés, et ont gardé leur pouvoir. Ils sont responsables de tout ce que les Randall ont vu, y compris quand ils ont cru voir Hoag pendant la journée: ils n'ont vu le "vrai" Hoag que dans leur appartement ou dans le sien. La compréhension que les Fils de l'Oiseau avaient de ce qu'était Hoag n'est pas clarifiée, mais on apprend alors que la substance sous les ongles de Hoag, placée là pour leur faire peur, était la sanie des Fils de l'Oiseau (leur ichor dans la version anglaise). 
Les Fils de l'Oiseau doivent être supprimés de l'œuvre, qui doit subir diverses corrections. Hoag est cependant incapable de dire à Cynthia si elle et Teddy resteront ensemble, estimant même possible que Teddy soit aussi un critique. 
Tandis qu'un brouillard épais envahit Chicago, Hoag dit aux Randall de prendre leur voiture et de rouler sans s'arrêter ni parler à quiconque jusqu'à ce qu'ils aient quitté la ville. Après avoir avalé un dernier raisin, Hoag devient inerte et le couple le quitte. Tout en roulant, ils décident de s'arrêter pour parler à un policier. Mais alors qu'ils baissent les fenêtres de la voiture, ils se rendent compte que tout ce qu'ils voient à travers leurs vitres n'est qu'illusion: au-delà de la vitre, il n'y a rien que le néant et un brouillard animé de lentes pulsations. Sous le choc, ils remontent leurs fenêtres et reprennent leur route. 
L'épilogue de l'histoire montre les Randall vivant modestement dans une zone rurale. Ils font tout ensemble, n'ont aucun miroir dans leur maison et chaque soir, avant d'éteindre la lumière quand ils sont couchés, Teddy relie son poignet à celui de sa femme avec une paire de menottes.

## Édition en français
- Dans Le Livre d'or de la science-fiction : Robert Heinlein, Pocket, coll. Le Livre d'or de la science-fiction no 5102, 1981, traduction de J.-P. Pugi  (ISBN 2-266-00985-0).

## Divers
En 2012, il a été annoncé qu'une version cinématographique pourrait être réalisée par Alex Proyas. Le projet existait encore en 2020 .